# 제임스 캔틀리

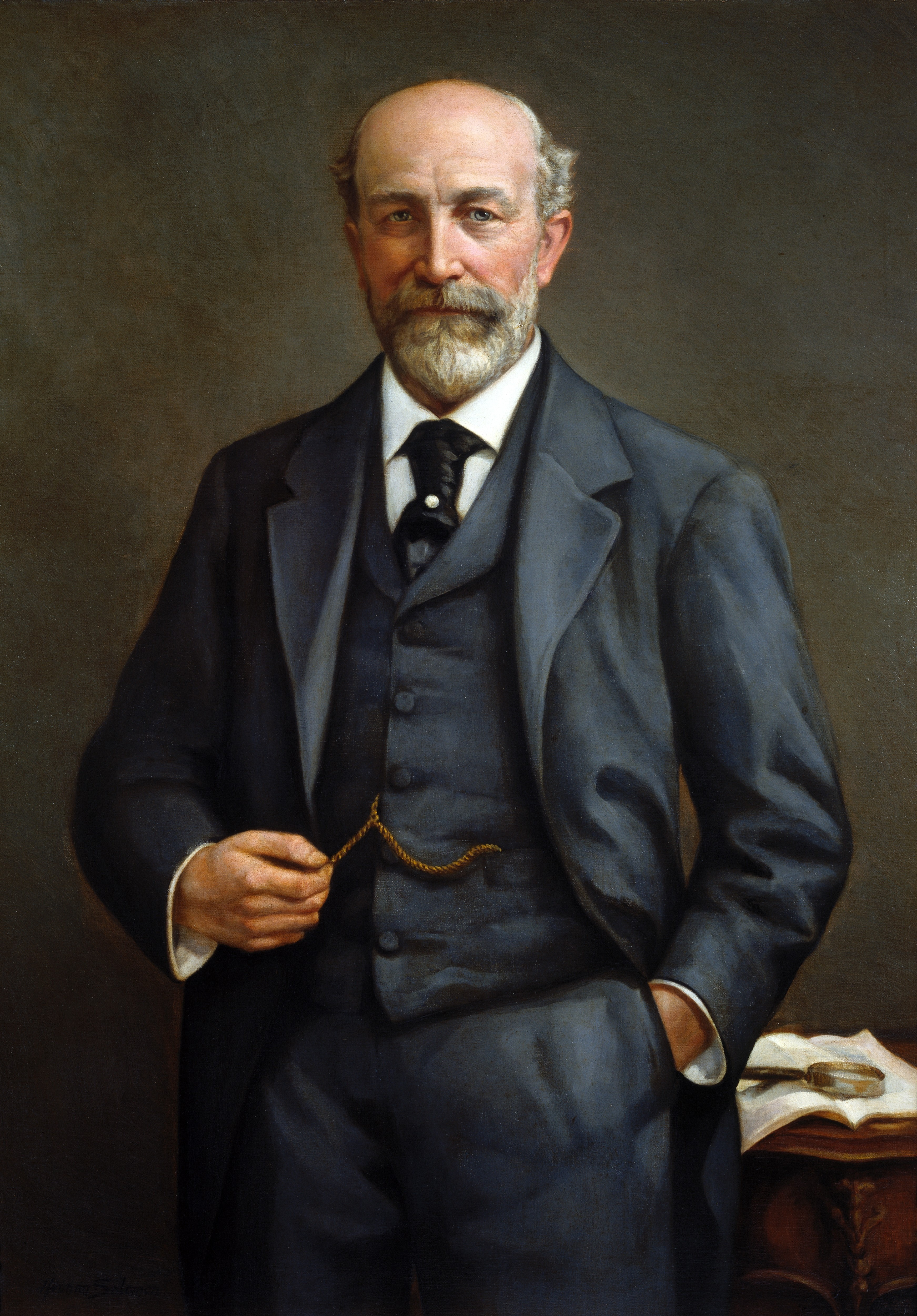
허만 솔로몬(Herman Solomon)이 그린 제임스 캔틀리. 1925년 경

제임스 캔틀리 경 KBE FRCS KStJ (Sir James Cantlie, 1851년 1월 17일 ~ 1926년 5월 28일)은 영국의 외과의사다. 그는 응급처치의 선구자였는데 1875년까지만 해도 알려지지 않은 것이었다. 그 시기에는 경찰도 심각한 출혈을 막는 방법과 부목대는 방법 같은 기초 지식조차 몰랐다. 캔틀리는 또한 열대병 연구 및 퇴화와 관련된 논쟁에서도 영향력 있는 인물이었다.

## 삶
캔틀리는 스코틀랜드 밴프셔(Banffshire)에서 태어났고 애버딘 대학교에서 첫 학위를 따면서 런던에 있는 체어링 크로스 병원(Charing Cross Hospital)에서 임상 훈련을 수행했다.
1877년 캔틀리는 왕립 수술 대학(Royal College of Surgeons)에서 펠로우, 그리고 체어링 크로스 병원에서 외과의사 보조가 됐다. 1886년 체어링 크로스 병원에서 외과의사가 됐다. 1888년 홍콩에서의 활동을 위해 사임했다. 그는 홍콩중국인의과대학(Hong Kong College of Medicine for Chinese)을 공동설립했는데 이는 훗날 홍콩 대학이 됐다. 홍콩중국인의과대학에서의 첫 제자들 중 한 명은 쑨원이었다. 캔틀리는 홍콩에서 나병과 여러 열대병들을 연구했다. 1894년에 전염병 사태를 맞닥뜨렸다.
1896년 연구자와 개원의로서의 격무 때문에 건강이 악화되어 런던으로 귀국할 수밖에 없었다. 이후 그 해에 쑨원이 캔틀리를 방문하고 청나라 측에 의해 납치됐다.
쑨원은 청나라 공사관에 감금됐고 중국으로 송환되어 처형당할 처지였지만 언론을 통해 캠페인을 한 캔틀리의 도움으로 석방됐을 뿐 아니라 영국에서 영웅이 됐다.
캔틀리는 1898년 열대의료저널(Journal of Tropical Medicine)을 창간하고 1899년 런던 위생 열대의학 대학원을 세웠다. 1907년 왕립 열대의료 위생학회(Royal Society of Tropical Mediciine and Hygiene)를 세웠다. 20세기 초기, 특히 제1차 세계 대전 동안 캔틀리는 구급차 서비스 공급과 훈련에 열중했다.
사후 하트포드셔주 코터드(Cottered)에 있는 세인트 존 침례교회에 안장됐다.
중령 케네스 캔틀리와 닐 캔틀리 경은 제임스 캔틀리의 아들이고 언론인 존 캔틀리는 제임스 캔틀리의 증손자다.